# 大沼保吉

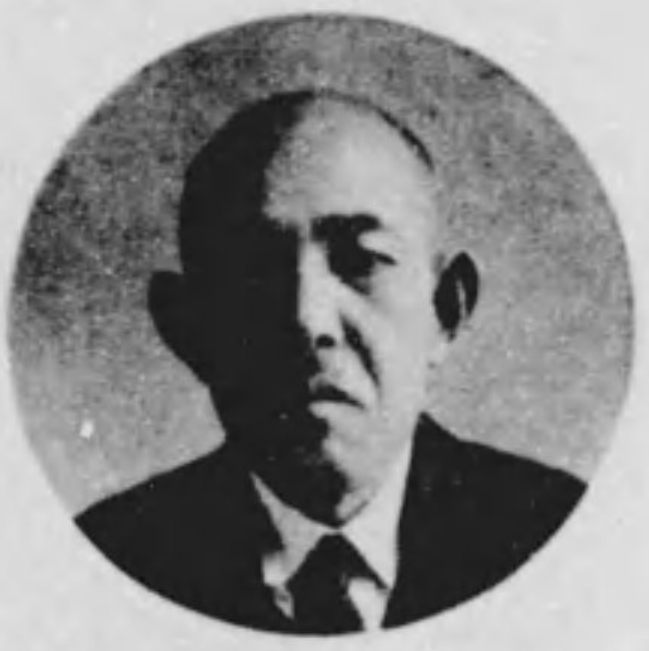
大沼 保吉

大沼 保吉（おおぬま やすきち、1873年〈明治6年〉2月3日 - 1962年〈昭和37年〉10月22日）は、日本の造り酒屋経営者。政治家。寿虎屋酒造経営者（第8代）。千代寿虎屋酒造経営者（初代）。山形市長（第10代・3期）。山形県会議員（1期）。山形市会議員（4期）。山形市名誉市民（第1号）。山形商工会議所会頭（第6代）。山形県酒造組合連合会会長。山形市東南村山郡酒造組合組合長（初代）。
『いつも嘘は言わぬ』・『言った事には責任を持って実行する』が格言であった。

## 来歴
- 1873年（明治6年）2月3日 - 油屋の次男の父：加藤定蔵と母：加藤シウの次男として山形三日町に誕生。
- 1880年（明治13年） - 十日町小学校 入学（同期に佐々木春作〈後に衆議院議員〉、佐伯美津留〈後に無電界の権威〉がいた）
- 1883年（明治16年） - 香澄町小学校高等科 入学
- 1886年（明治19年） - 米沢市の敬学舎（上泉直蔵：代表）入塾、私立米沢中学校（後の山形県立米沢興譲館高等学校）入学
- 1888年（明治21年）3月 - 上京し谷中の瑞輪寺に奉公しながら東京商業素修学校に通う。
- 1892年（明治25年）3月 - 高等商業学校（後の一橋大学）付属主計学校 卒業
- 1896年（明治29年） - 山形七日町の虎屋本店7代目大沼金治の二女：ウンと結婚し婿養子となる。
- 1897年（明治30年）7月15日 - 役所に入籍届をする。この年に1女をもうける。
- 1898年（明治31年）3月7日 - ウンが18歳で死去。
- 1904年（明治37年）6月22日 - ウンの妹のセイと結婚し後に3男1女をもうける。この時の仲人は大沼デパート創業者の先代・大沼八右衛門。
- 1906年（明治39年）10月10日 - 虎屋本店8代目当主となる（佐太郎が嫡男のため戸籍上は7代目方から分家）。  
  - 10月13日 - 7代目が嫡男：佐太郎を連れて五日町に移住し五日町虎屋を開業。
  - 虎屋の当主は代々「勘四郎」を襲名したが、婿である7代目は襲名を許されなかったので保吉も襲名しなかった。
- 1911年（明治44年）5月8日 - 市北大火で家屋と虎屋の店舗が全焼。以後バラックで生活する。
- 1913年（大正2年）6月 - 第9回山形市会議員選挙落選
- 1914年（大正3年） - 家屋と虎屋本店店舗を建築する。
- 1915年（大正4年） - 国家最高儀礼「御登極御大典」御用酒に選ばれる。
  - 4月 - 山形市東南村山郡酒造組合初代組合長就任。山形商業会議所議員就任。
- 1917年（大正6年）6月 - 第10回山形市会議員選挙初当選
- 1921年（大正10年）6月 - 第11回山形市会議員選挙2期目当選、名誉職参事会員1回目就任
- 1922年（大正11年） - 寒河江町の倒産した造り酒屋「石山佐助」の酒造工場を買収して虎屋第三酒造場（後の千代寿虎屋）として創業。
- 1923年（大正12年）9月26日 - 山形県会議員選挙初当選
- 1924年（大正13年）11月22日 - 山形県参事会員就任
- 1925年（大正14年）4月 - 山形商業会議所常議員就任
  - 6月 - 第12回山形市会議員選挙3期目当選、名誉職参事会員2回目就任
- 1926年（大正15年）11月 - 山形県会議会において山形市での全国産業博覧会の開催を提唱。
- 1927年（昭和2年） - 山形県全国産業博覧会総務部部長就任
  - 4月1日 - 山形商業会議所は「山形商工会議所」に改名される。引き続き議員を務める。
  - 9月11日 - 山形県全国産業博覧会開場。10月20日に閉会し大成功をおさめる。
  - 9月25日 - 山形県会議員選挙落選
- 1928年（昭和3年）5月 - 山形商工会議所副会頭就任
  - 9月18日 - 山形商工会議所朝鮮満州産業視察団団員となり朝鮮と満州を視察。10月5日帰国。
- 1929年（昭和4年）6月1日 - 第13回山形市会議員選挙4期目当選
- 1931年（昭和6年）7月8日 - 山形商工会議所第6代会頭就任
- 1932年（昭和7年）11月18日 - 山形市長選挙初当選
  - 12月 - 山形商工会議所議員及び会頭を辞任し顧問となる。
- 1936年（昭和11年）10月30日 - 山形市長選挙2期目当選
- 1940年（昭和15年）12月11日 - 山形市長選挙3期目当選
  - 12月25日 - 虎屋第三酒造場を虎屋より分離独立させ「虎屋寒河江酒造場」と改名。次男：義之助が経営者となる。
  - 虎屋酒造本店は「寿虎屋酒造」と改名する。
- 1941年（昭和16年）12月23日 - 隠居し長男の勘四郎に家督を譲る。
- 1944年（昭和19年）4月27日 - 勅令第307号により山形市長は奏任官待遇となる。
  - 12月11日 - 山形市長 退任、山形商工会議所顧問退任
- 戦後、公職追放となる[2]。
- 1962年（昭和37年）10月22日 - 午前8時30分死去。数え年90歳没。
  - 10月29日 - 山形市中央公民館で山形市葬。
  - 菩提寺は山形市緑町の専称寺。戒名：興徳院殿良證覚誉慈眼大居士

## 栄典・受賞
- 1920年（大正9年）11月23日 - 山形市東南村山郡酒造組合感謝状
- 1932年（昭和7年）12月30日 - 山形商工会議所感謝状
- 1940年（昭和15年）11月10日 - 紀元二千六百年祝典記念章[3]
- 1944年（昭和19年）4月27日 - 勲六等
- 1954年（昭和29年）12月22日 - 山形市名誉市民（第1号）表彰状[4]
- 1955年（昭和30年）5月16日 - 山形市名誉市民章
- 1962年（昭和37年）10月22日 - 従五位・勲四等瑞宝章

## その他の役職
- 山形県商品陳列所供託会会長
- 山形殖産無尽株式会社監査役
- 荒屋合資会社出資社員

## 出版物
著書
- 『大沼保吉翁回想録』 1963年6月 後藤嘉一（編著） 大沼保吉翁回想録編纂委員会（出版）

関連書籍
- 『千代寿虎屋酒造史』 1989年8月 大沼義之助（著） 千代寿虎屋酒造（出版）
- 『酒蔵片々 - 幼少編』 2004年1月 大沼保義（著） 千代寿虎屋酒造株式会社（出版）

## 親族
- 父：加藤定蔵 - 保吉が生まれる前年の1872年（明治5年）8月に死去。
- 母：加藤シウ - 十日町の名門商家・高田金兵エの二女。
- 伯母：大沼ひさ - 十日町の名門商家・高田金兵エの長女。虎屋6代目経営者・大沼勘四郎の妻
- 養父：大沼金治 - 塗師町の榎森伊兵衛の次男。虎屋7代目経営者
- 養母：大沼てる - 虎屋6代目経営者・大沼勘四郎の長女。
- 前妻：大沼ウン - 金治の二女。（保吉とは従叔父と従姪の関係）
  - 婿養子：大沼貞蔵 - 医師、医学博士、山形県医師会初代会長
  - 長女：大沼セン - 貞蔵の前妻
- 後妻：大沼セイ - 金治の三女。（保吉とは従叔父と従姪の関係）
  - 長男：大沼勘四郎 - 寿虎屋酒造9代目経営者
    - 孫：大沼英一 - 寿虎屋酒造10代目経営者
    - 孫：大沼裕子 - 正田陽一（東京大学名誉教授・上皇后美智子の従兄）妻
    - 孫：大沼保昭 - 東京大学名誉教授
      - 曽孫：大沼瑞穂 - 山形選挙区参議院議員

  - 次女：大沼クラ - 貞蔵の後妻
    - 孫：大沼貞雄 - 医師、医学博士、（社）山形市医師会会長

  - 次男：大沼義之助 - 千代寿虎屋酒造2代目経営者
    - 孫：大沼保義 - 千代寿虎屋酒造3代目経営者